# Batalla de Puthukkudiyirippu
La Batalla de Puthukkudiyirippu fue una batalla terrestre librada entre el Ejército de Sri Lanka, la 58 División, la 53 División y la Task Force 8 y los Tigres de Liberación de Tamil Eelam (LTTE) por el control del último bastión en poder de los LTTE. Esta batalla es parte del Teatro Norte de Eelam War IV durante la guerra civil de Sri Lanka.

## Batalla
La Batalla de Puthukkudiyirippu fue un enfrentamiento armado por el control de la división AGA de Puthukkudiyirippu en Sri Lanka entre la 55, 58 y 53 División del Ejército de Sri Lanka y los Tigres de Liberación de Tamil Eelam (LTTE) durante la guerra civil de Sri Lanka. desde los primeros meses de 2009 hasta finales de abril de 2009. Puthukkudiyirippu fue la última base de los LTTE en poder de los LTTE durante el Teatro del Norte de la IV Guerra Eelam.
La batalla de Puthukkudiyirippu fue diferente de otras batallas porque el área era un terreno urbano. Ambas partes adoptaron estrategias de golpe y fuga hasta que se libró una batalla decisiva en el cruce de Anandapuram, donde más de 600 cardadores del LTTE y una serie de líderes de alto nivel murieron en cinco días. Una gran ofensiva de tigres se encontró con una contraofensiva, flanqueando y rodeando a toda una división del LTTE en un área de 2 kilómetros cuadrados.

## Altos cuadros del LTTE muertos en acción
El LTTE perdió a todos sus mejores luchadores que habían tenido en una sola batalla.
- Theepan - Theepan era el subjefe militar de facto de los LTTE.
- Ruben
- Nagesh
- Gadaphi (ex guardaespaldas de Prabakaran)
- Vidusha (cabeza de ala femenina 'Malathi')
- Durga (cabeza de ala femenina 'Soothiya')
- Kamalini